# 原澄斎
原 澄斎（はら ちょうさい、嘉永3年（1850年）- 明治36年（1903年））は、日本の医師。旧姓大淵。
元長崎医専教授原正の養父。

## 経歴
伯耆日野郡印賀村（現鳥取県日南町）に大淵一馬の子として生まれた。母里藩の藩医であった原順庵の養子に入って医術を学んだ。
明治7年（1874年）、適塾に入った。養父順庵は廃藩後間もなく、鳥取県会見郡彦名村（現米子市彦名町）に移って医業をしたと伝えられ、澄斎も帰郷後彦名村で、その医業を継いだ。原家には明治十年陸軍軍医総監の押印のある医師免許状が残されているので、或は西南戦争に従軍していたのかもしれない。
明治19年（1886年）、会見郡医師組合の設立に努力しており、その地方で医術が優れているので評判であったという。

## 系譜
大淵家
```
　　
　　　　┏慎吾━━┳雄一郎
一馬━━┫　　　　┃
　　　　┗澄斎……┗正
　　　　（原）　　（原）

```

原家
```
　　
　　　　　　　　　　　┏清ー┏研治
　　　　　　　　　　　┃      ┗松岡 芳子
　　　　　　　　　　　┣誠
順庵━━澄斎━━正━━┫
　　（大淵）（大淵）　┣武
　　　　　　　　　　　┃
　　　　　　　　　　　┗明

```